# Byskupasögur
Byskupasögur (o las sagas de los obispos) es un compendio literario en nórdico antiguo de diversas sagas nórdicas y relatos cortos (þáttr) de los primeros obispos católicos en Islandia desde su origen hasta finales del siglo XIII. En general la trama muestra el choque que supuso entre el paganismo nórdico y el cristianismo de una forma clara y la posterior fusión y amalgama de creencias resultante. La información es coherente con otros escritos continentales sobre la catequización de los paganos durante la Edad Media.
Hubo tres principales historiadores que se dedicaron a estudiar y coleccionar los diferentes fragmentos, Jón Sigurðsson, Arngrímur Jónsson y Eyjólfur Jónsson. En 1878 el parlamento islandés aprobó la adquisición del compendio y encargó a Jón Sigurðsson el tratado, pero este falleció el 7 de diciembre de 1879 y no fue hasta 1881 que se hizo entrega de la obra a la Landsbókasafn (biblioteca nacional islandesa), conservado y codificado como documento JS 494 4.º.

## Contenido
| - Maríu saga - Saga Nidrstigningar - Postolasögur Sobreviven copias y versiones tardías pues todos los originales se han perdido. - Þorláks sögur helga - Jarteinabœkr Þorláks helga - Jóns saga helga - Guðmundar saga helga - Latínubrot um Þorlák helga | - Gísls þáttr Illugasonar - Hungurvaka - Lárentíus saga - Saga de Kristni - Kristni þættir - Páls saga byskups - Árna saga biskups - Sæmundar þáttr - Ísleifs þáttr byskups - Söguþáttur Jóns Halldórssonar biskups - Biskupa ættir |